# Штайнберг-ам-Зее
Штайнберг-ам-Зее (нім. Steinberg am See) — громада в Німеччині, розташована в землі Баварія. Підпорядковується адміністративному округу Верхній Пфальц. Входить до складу району Швандорф. Складова частина об'єднання громад Ваккерсдорф.
Площа — 20,22 км2. Населення становить 2006 ос. (станом на 31 грудня 2020).

## Галерея

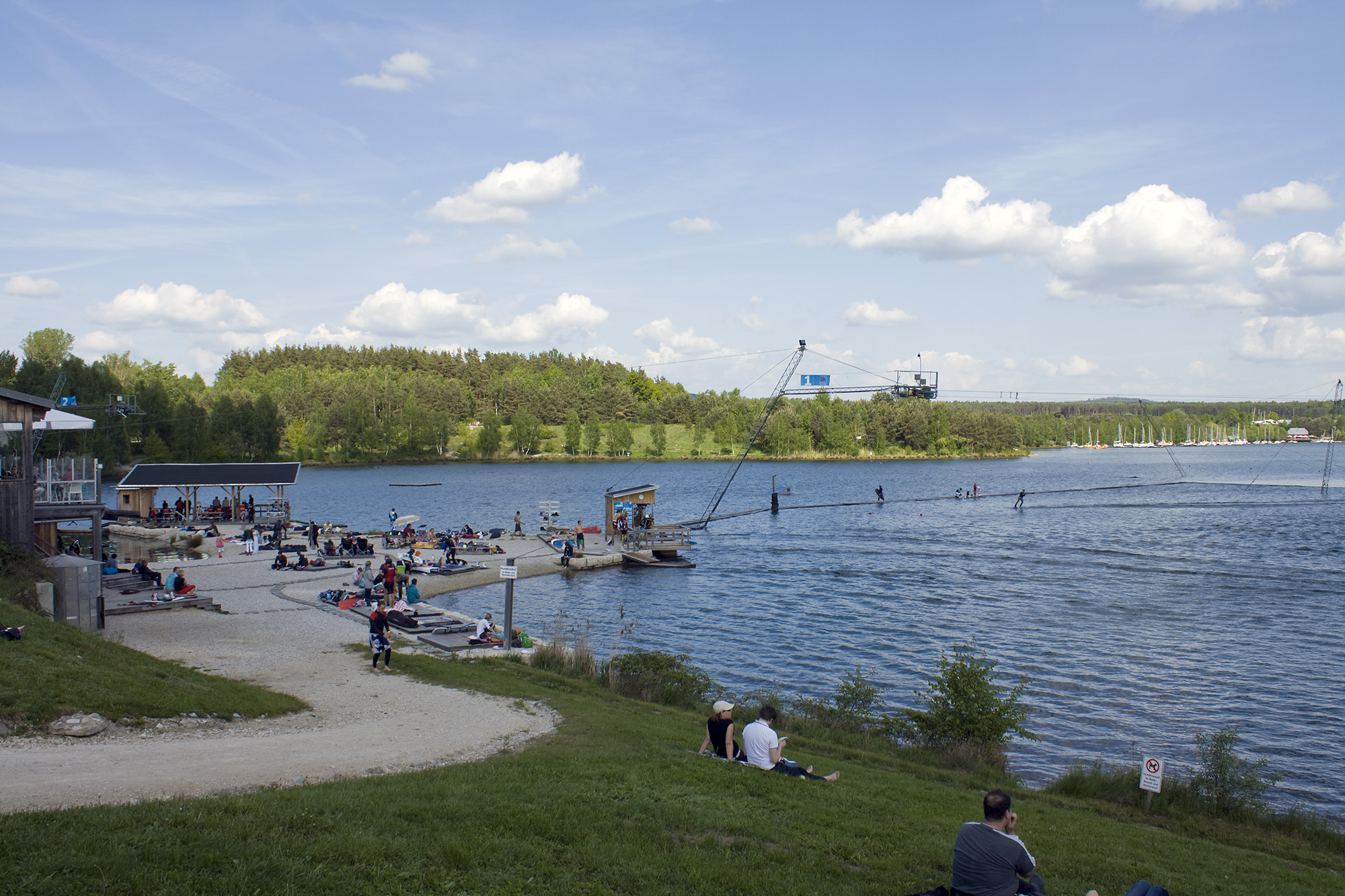